# 金井一頼
金井 一賴（かない かずより、1949年 - ）は、日本の経営学者。博士（経済学）（大阪・論文博士・2002年）。大阪大学名誉教授。元日本ベンチャー学会会長。代表的な著書として『ベンチャー企業経営論』(有斐閣)などがある。

## 学歴
- 1971年3月 武蔵大学経済学部経営学科卒業（経済学士）
- 1976年4月 神戸大学大学院経営学研究科博士前期課程入学
- 1978年3月 神戸大学大学院経営学研究科博士前期課程修了（経営学修士）修士論文題は「修士論文題名:イノヴェーションに関する組織論的考察」。
- 1978年4月 神戸大学大学院経営学研究科博士後期課程入学
- 1981年3月 神戸大学大学院経営学研究科博士後期課程単位取得退学
- 2002年5月 博士（経済学）（大阪大学第17219号）「博士論文題名:企業家活動のダイナミックス:ベンチャー創造のプロセスと戦略」[2]

## 職歴
- 1971年4月 古河鉱業（現、古河機械金属）株式会社入社
- 1981年4月 弘前大学人文学部講師
- 1984年2月 弘前大学人文学部助教授
- 1985年4月 滋賀大学経済学部助教授
- 1989年10月 北海道大学経済学部助教授
- 1995年5月 北海道大学経済学部教授
- 2000年4月 北海道大学大学院経済学研究科教授
- 2001年8月 北海道大学評議員(2003年7月まで)
- 2004年4月 大阪大学大学院経済学研究科教授
- 2012年4月 大阪大学名誉教授
- 2012年4月 大阪商業大学総合経営学部教授[3]
- 2018年4月 大阪公立大学大学院都市経営研究科都市経営専攻教授
- 2018年4月 青森大学学長(2023年3月まで)[2]

## 社会的活動
- 2002年7月 文部科学省・科学技術政策研究所イノベーション検討委員会委員
- 2003年4月 日本学術振興会21世紀COEプログラム分野別審査・評価部会専門委員
- 2004年5月 経済産業省・地域技術開発支援事業事前評価委員
- 2007年6月 ローランド株式会社独立委員
- 2007年10月 文部科学省・地域科学技術施策推進委員会委員
- 2008年12月 公認会計士・監査審査会平成21年度公認会計士試験委員
- 2009年4月 吉田学園顧問
- 2009年9月 創業・ベンチャーフォーラム推進委員会副委員長
- 2009年12月 公認会計士・監査審査会平成22年度公認会計士試験委員
- 2010年5月 大学基準協会経営系専門職大学院認証評価委員会第3分科会委員
- 2010年9月 豊中市改革創造会議委員長（2013年3月まで）
- 2011年6月 関西生産性本部評議員、中堅企業委員会副委員長
- 2011年10月 アントレプレナー・オブ・ザ・イヤー（EOY）審査委員（2015年3月まで）
- 2012年12月 （独）産業技術総合研究所ベンチャー創出支援事業に関する検証委員会委員
- 2013年7月 関西経済連合会・関西経済同友会関西財界セミナー賞選考委員及び選考タスクフォース座長（2018年3月まで）
- 2014年4月 科学技術振興事業団大学発ベンチャー表彰選考委員
- 2014年11月 日本学術振興会科学研究費審査第一部会経済学小委員会委員
- 2014年11月 日本学術振興会科学研究費審査第二部会経済学小委員会委員
- 2015年10月 EOYアドバイザー
- 2015年11月 経済産業省・大学発ベンチャー調査検討委員会委員長
- 2015年11月 日本学術振興会科学研究費審査第一部会経済学小委員会委員
- 2015年11月 日本学術振興会科学研究費審査第二部会経済学小委員会委員
- 2017年10月 経済産業省・事業会社と研究開発型ベンチャー企業の連携促進に向けた調査委員会委員長
- 2018年10月 EOY Japan Startup Award審査委員長
- 2018年10月 特許庁・ベンチャー知財コミュニティ調査研究委員会委員長[3]

## 著書
- 『「非」常識の経営』（共著）東洋経済新報社、1987
- 『企業戦略の新しい考え方』（単著）産能大学総合研究所、1988
- 『生活創造ビジネスを狙え』（共著）東洋経済新報社、1992
- 『日本型グループ経営の戦略と手法(2)』（共著）中央経済社、1996
- 『経営戦略』（共著）有斐閣、1997
- 『リ・オーガニゼーション』（共著）総合労働研究所、1998
- 『地域の産業をどう育てるか』（単著）北海道町村会、2000
- 『ベンチャー企業経営論』（共著）有斐閣、2002
- 『日本の産業クラスター戦略』（共著）有斐閣、2003
- 『経営戦略（新版）』（共著）有斐閣、2006
- 『産業再生と企業経営』（共著）大阪大学出版会、2006
- 『大学発ベンチャーの日韓比較』（編著）中央経済社、2010
- 『ハイテク産業を創る地域エコシステム』（共著）有斐閣、2012
- 『企業家学のすすめ』（共著）有斐閣、2014
- 『経営戦略（第3版）』（共著）有斐閣、2016
- 『中堅・中小企業の生産性向上戦略』（共著）清文社、2016[3]

## 訳書
- 『組織理論のパラダイム』（共訳）、千倉書房、1986
- 『ハーバードで教えるR&D戦略』（共監訳）、生産性出版、1994
- 『大学発ベンチャー』（共監訳）、中央経済社、2005[3]

## 監修
- 『求められる戦略思考』産業能率大学、1995
- 『戦略思考の展開』産業能率大学、1995
- 『戦略思考による問題解決』産業能率大学、1995

## 論文等
- 「環境―組織―革新：組織革新の要因分析に関するサーベイ」（単著）『六甲台論集』27-1、pp.107-123、1980.4
- 「革新過程の組織論的考察」（単著）『六甲台論集』、pp.27-3、73-90、1980.10
- 「経営戦略と技術革新：技術革新の統合理論へ向けての予備的考察」（単著）『文経論叢』、17-2、pp.55-73、1982.3
- 「中小企業論の新展開」（単著）『文経論叢』、18-2、pp.19-44、1983.3
- 「中堅企業の経営戦略とイノベーション」（単著）『弘前大学経済研究』、6号、pp.1-17、1983.10
- 「地方自治体のワイン事業進出のケースと若干の考察」（単著）『文経論叢』、19-1、2、pp.93-127、1984.3
- 「中小企業の革新適応」（単著）『彦根論叢』、233号、pp.19-44、1985.8
- 「地域中小企業の環境適応戦略」（単著）『ベンチャーフォーラム』、3-10 .pp.61-68、1985.10
- 「戦略的組織」（単著）、小林・土屋・宮川編著『現代経営事典』（日本経済新聞社）、pp.391-397、1986.5
- 「中小組織における企業家的リーダーシップ」（単著）『組織科学』（組織学会）、21-3、pp.32-42、1987.12
- 「企業文化の創造・変革と教育」（単著）『人材教育』、1-6、pp.10-14、1989.6
- 「脱成熟の技術革新」（単著）日本経営学会『産業構造の転換と企業経営』（千倉書房）、pp.151-156、1989.9
- 「ロシアハバロフスクにおける公営住宅事業の方向性」（共著）『日本建築学会技術報告集 』Vol.2、No.3、pp.243-247、1996
- 「恵庭リサーチ・ビジネスパークの構想と戦略」（単著）『研究技術計画』（研究技術計画学会）、pp.344-353、1990.6
- “Corporate Entrepreneurship and Organizational Learning、”Economic Journal of Hokkaido University、Vol.21、pp.123-137、1992.8
- 「恵庭リサーチ・ビジネスパーク」（単著）『研究開発マネジメント』、pp.22-29、1992.12
- “The Mechanism for Promoting Entrepreneurship”in K. Gonda、 S. Sakauchi and T. Higgins(eds.)、 Regionalization of Science and Technology Resources in the Context of Globalization、 Industrial Research Center of Japan、pp.331-342、1994
- 「地域の産業政策と地域企業の戦略」（単著）『組織科学』（組織学会）、29-2、pp.25-35、1995.10
- 「地域産業の活性化と地域企業の戦略的イノベーション」（単著）『商工金融』、47-5、pp.21-33、1997.5
- 「中小企業とネットワーク（上）」（単著）『中小企業と組合』、52-5、1997.5
- 「構造変化にどう挑むか：その戦略的視点」（単著）『月刊中小企業』、49-5、1997.5
- 「中小企業とネットワーク（下）」（単著）『中小企業と組合』、52-9、1997.9
- 「はかれ！戦略的イノベーション」（単著）『月刊中小企業』、50-4、1998.4
- 「いま、なぜ企業間連携が求められているか」（単著）『月刊中小企業』、50-8、1998.8
- 「ソシオダイナミクス・ベンチャー」（単著）『旬刊経理情報』、871号、pp.4-7、1998.12
- 「有効な連携の構築と展開のために」（単著）『月刊中小企業』、51-2、1999.2
- 「起業とネットワーク戦略」（単著）『調査月報』、1999.3
- 「イノベーションが中小企業を飛躍させる」（単著）『月刊中小企業』、51-6、1999.6
- 「地域におけるソシオダイナミクス・ネットワークの形成と展開」（単著）『組織科学』（組織学会）、32-4、pp.48-57、 1999.6
- “Formation and Evolution of Venture Network in Region、 ”(joint work)、paper presented at The International Conference on The Creation of Fast Growth High-Tech Ventures: Finance、 Management and R&D、 August 1999
- 「イノベーションのための「場」のマネジメント」（単著）『月刊中小企業』、52-5、2000.5
- “Accumulation Process of Regional Industry and Entrepreneurship: Case Study of Sapporo Valley、”(joint work)、paper presented at The International Conference on Entrepreneurship on the Technology Frontier held in Owen School、 Vanderbilt University、 October 2000
- 「ベンチャー創造の「場」の形成と展開：地域におけるアクション・リサーチの試み」（単著）『オフィス・オートメーション』（オフィス・オートメーション学会）、第41回全国大会予稿集、pp.5-12、 2000.10
- 「コア能力を核にしたビジネスモデルの構築と事業ドメインの展開」（単著）『月刊中小企業』53-5、2001.5
- 「ソシオダイナミクス企業と戦略的社会性」（単著）『マネジメントトレンド』6-1、 pp.39-44、 2001.7
- 「サッポロバレーの形成と展開」（単著）『ベンチャーフォーラム』184、 pp.1-4、 2002.3
- “Agglomeration of Regional Industry、 Ba and Innovative SME’s: The Role of Entrepreneurship as a Missing Link、” paper presented at 6th ICTPI、 Kansai、 Keihanna Plaza 、Kyoto、 August 12-15、 2002
- 「地域における産学官連携の推進と『場』の機能」（単著）『龍谷大学経営学論集』44-3、pp.1-12、 2004.12
- 「中小企業の発展とビジネスモデルのイノベーション：協創・コア戦略・事業ドメイン・連携」『中小公庫マンスリー』52-2、pp.6-13、 2005.2
- 「産業クラスターの創造・展開と企業家活動：サッポロITクラスター形成プロセスにおける企業家活動のダイナミクス」（単著）『組織科学』38-3、pp.15-24、 2005、3
- 「これからの時代に求められる経営者の役割：企業価値の創造と戦略的リーダーシップ」『関西経協』62-1、pp.30-33、 2008.1
- 「戦略的ＣＳＲと環境経営：企業経営における戦略的社会性の視点から」『Business Research』1015、pp.23-28、2008.12
- 「企業家と運：企業家活動とネットワークの視点から」『企業家研究』6、pp.91-103、 2009.6
- 「イノベーションリーダー養成プログラム:産業クラスターの高度化に向けて」（共著）『工学・工業教育研究講演会講演論文集』pp.596-597、2009.8
- 「経営戦略論におけるステークホルダー・アプローチの可能性」（加藤敬太との共著）『大阪大学経済学』59-2、pp.63-77、 2009.9
- 「企業家活動とクラスター形成：クラスターのミクロ・メゾ理論の展開に向けて」『NTBFsの簇業・成長・集積のためのEco-systemの構築』経済産業研究所ＤＰ10-J-024、2010.3
- “Examining and Exploring Indonesia Small and Medium Enterprise Performance: An Empirical Study、” (with Henry Pribadi)、 Asian Journal of Business Management、 3-2、 pp.98-107、 2011.5
- “Relationship of Entrepreneurial Traits、 Eagerness to Start a Business、 and Firm Performance: An Exploratory Study in Small and Medium Enterprises in Indonesia、” (with Henry Pribadi)、 Proceeding of Industrial Engineering and Service Science International Conference 2011、pp.61-66、 2011.9
- 「企業家活動と地域イノベーション」『ベンチャーレビュー』No.20、pp.1-13、2012.9
- 「アカデミック・アントレプレナーシップの新展開 : 大学発バイオベンチャーユーグレナ社の事例研究」（共著）『ベンチャーレビュー』No.29、pp.13-26、2017.3[3]